# AMAスーパーバイク選手権
AMAスーパーバイク選手権（エーエムエースーパーバイクせんしゅけん、英: AMA Superbike Championship）は、オートバイによるモータースポーツ。AMA（全米モーターサイクル協会）が主催していたロードレース全米選手権。一国レベルの選手権としては世界最高のレベルと規模を誇る。伝統の一戦であるデイトナ200マイルも当選手権に含まれている。2015年から開催されているMoto America ロードレーシングシリーズの前身。

## 概略
1970年代のアメリカでは"フォーミュラ750"というレースが存在していたが、2ストロークのヤマハ・TZ750が完全に制圧しており、"フォーミュラ・ヤマハ"と揶揄されるレベルで独占状態であった。そのため、車種の豊富な4ストロークエンジン車によるレースが考案され、当選手権が開催されることとなった。
日本での放送はなくDVDが稀に発売される程度で知名度は高くないものの、当選手権が日本のスーパーバイク発展に与えた影響は計り知れないものがある。また当選手権のコンセプトが欧州にも持ち込まれたことで、今日のスーパーバイク世界選手権（WSBK）に発展しているなど、いち国内選手権としては過ぎるほどに歴史的に重要な役割を果たしている。
同シリーズ出身で欧州でも活躍したものは多く、MotoGP王者のニッキー・ヘイデンとスーパーバイク世界選手権王者のベン・スピーズの二人はその最たる例である。しかし近年はそうした者が少なくなっており、ガラパゴス化に危機感を抱いたAMAがFIM（国際モーターサイクル協会）と提携し、2015年に同シリーズを"MotoAmerica"へと改名したことで一つの時代を終えている。
日本人の参戦者は黎明期はそこそこおり、宗和孝宏が1993年ルーキーオブザイヤーを獲得している。近年では2005年に民辻啓がスーパーストッククラスに参戦している。

### ポイントシステム
1位-30、2位-25、3位-21、4位-18、5位-16、6位-15…20位-1、PP-1

## 歴代チャンピオン
| 年     | ライダー                 | メーカー   |
| ------ | ------------------------ | ---------- |
| 1976年 | レグ・プリッドモア       | BMW        |
| 1977年 | レグ・プリッドモア       | カワサキ   |
| 1978年 | レグ・プリッドモア       | カワサキ   |
| 1979年 | ウェス・クーリー         | スズキ     |
| 1980年 | ウェス・クーリー         | スズキ     |
| 1981年 | エディ・ローソン         | カワサキ   |
| 1982年 | エディ・ローソン         | カワサキ   |
| 1983年 | ウェイン・レイニー       | カワサキ   |
| 1984年 | フレッド・マーケル       | ホンダ     |
| 1985年 | フレッド・マーケル       | ホンダ     |
| 1986年 | フレッド・マーケル       | ホンダ     |
| 1987年 | ウェイン・レイニー       | ホンダ     |
| 1988年 | ババ・ショバート         | ホンダ     |
| 1989年 | ジャミー・ジェームズ     | スズキ     |
| 1990年 | ダグ・チャンドラー       | カワサキ   |
| 1991年 | トーマス・スティーブンス | ヤマハ     |
| 1992年 | スコット・ラッセル       | カワサキ   |
| 1993年 | ダグ・ポーレン           | ドゥカティ |
| 1994年 | トロイ・コーサー         | ドゥカティ |
| 1995年 | ミゲール・デュハメル     | ホンダ     |
| 1996年 | ダグ・チャンドラー       | カワサキ   |
| 1997年 | ダグ・チャンドラー       | カワサキ   |
| 1998年 | ベン・ボストロム         | ホンダ     |
| 1999年 | マット・ムラディン       | スズキ     |
| 2000年 | マット・ムラディン       | スズキ     |
| 2001年 | マット・ムラディン       | スズキ     |
| 2002年 | ニッキー・ヘイデン       | ホンダ     |
| 2003年 | マット・ムラディン       | スズキ     |
| 2004年 | マット・ムラディン       | スズキ     |
| 2005年 | マット・ムラディン       | スズキ     |
| 2006年 | ベン・スピーズ           | スズキ     |
| 2007年 | ベン・スピーズ           | スズキ     |
| 2008年 | ベン・スピーズ           | スズキ     |
| 2009年 | マット・ムラディン       | スズキ     |
| 2010年 | ジョシュ・ヘイズ         | ヤマハ     |
| 2011年 | ジョシュ・ヘイズ         | ヤマハ     |
| 2012年 | ジョシュ・ヘイズ         | ヤマハ     |
| 2013年 | ジョシュ・ヘリン         | ヤマハ     |
| 2014年 | ジョシュ・ヘイズ         | ヤマハ     |
| 2015年 | キャメロン・ボービエ     | ヤマハ     |
| 2016年 | キャメロン・ボービエ     | ヤマハ     |
| 2017年 | トニ・エリアス           | スズキ     |
| 2018年 | キャメロン・ボービエ     | ヤマハ     |
| 2019年 | キャメロン・ボービエ     | ヤマハ     |
| 2020年 | キャメロン・ボービエ     | ヤマハ     |
| 2021年 | ジェイク・ガニェ         | ヤマハ     |
| 2022年 | ジェイク・ガニェ         | ヤマハ     |
| 2023年 | ジェイク・ガニェ         | ヤマハ     |
| 2024年 | ジョシュ・ヘリン         | ドゥカティ |